# ESPN Films
ESPN Films, anciennement connu comme ESPN Original Entertainment, est une entreprise de production qui produit et distribue des films et documentaires sportifs pour ESPN. Créée 2001 puis relancée en mars 2008, ESPN Films produit des films couvrant des histoires liées au sport. Les projets de la filiale inclut la série 30 for 30 dont plusieurs films sont récompensés,.

## Historique
L'entreprise a été créée initialement en 2001 sous le nom ESPN Original Entertainment afin de produire des émissions, séries et documentaires pour les chaînes ESPN. La société a cessé son activité en 2007.
Le 3 mars 2008, ESPN relance la production sous le nom ESPN Films et ajoute la production cinématographique à la production télévisuelle ainsi qu'un droit de préemption accordé à Disney, l'actionnaire majoritaire d'ESPN.

## Productions

### Talk shows
- Around the Horn (2002–present)
- Cold Pizza (2003–2007; now known as ESPN First Take)
- ESPN Hollywood (2005–2006)
- The Fantasy Show (2006)
- Jim Rome Is Burning (2003–2012)
- Pardon the Interruption (2001–present)
- Quite Frankly with Stephen A. Smith (2005–2007)
- SportsCenter (1988–present)

### Séries
- Playmakers (2003)
- Tilt (2005)

### Mini-séries
- The Bronx Is Burning (2007)

### Événements
- ESPY Awards (1993–présent)
- X Games (1995–présent)
- Winter X Games (1997–présent)
- World Series of Poker (1988–présent)

### Retransmissions
- Battle of the Gridiron Stars (2005–present)
- Bonds on Bonds (2006)
- Bound for Glory (2005)
- It's The Shoes
- Madden Nation (2005–present)
- Knight School (2006)
- Streetball
- The Contender (2006–present)
- The Life

### Jeux télévisés
- Stump the Schwab (2004–2006)
- 2 Minute Drill (2000–2002)

### Documentaires
- Once in a Lifetime: The Extraordinary Story of the New York Cosmos (2006)
- Through the Fire (2005)
- Kobe Doin' Work (2009)
- 30 for 30 (2009–2010, 2012–present)
- Wendell Scott: A Race Story (2011)
- ESPN Films Presents (2011–2012)
- Nine for IX (2013)
- O.J.: Made in America (2016)

### Films
- 3: The Dale Earnhardt Story (2004)
- A Season on the Brink (2002)
- Code Breakers (2005)
- Hustle (2004)
- Ruffian (2007)
- The Junction Boys (2002)
- Four Minutes (2005)
- X Games 3D: The Movie (2009)
- Lombardi (2010 or 2011; produced in conjunction with NFL Films)
- Keepers of the Streak (2015)
- Queen of Katwe (2016; produced with Walt Disney Pictures)[4]
- World Beaters (2017)[5]